# Longbox - Maxime Le Forestier
Albums de Maxime Le Forestier
Plutôt guitare
(2002) Le Forestier chante Brassens (intégrale)
(2005)
Longbox est une compilation des chansons de Maxime Le Forestier, sortie en 2004.

## Listes des chansons
| 1.  | Mon frère                       |  |
| 2.  | Éducation sentimentale          |  |
| 3.  | Comme un arbre                  |  |
| 4.  | Fontenay-aux-Roses              |  |
| 5.  | Marie, Pierre et Charlemagne    |  |
| 6.  | La Rouille                      |  |
| 7.  | Parachutiste                    |  |
| 8.  | San Francisco                   |  |
| 9.  | Le Steak                        |  |
| 10. | Dialogue                        |  |
| 11. | Mauve                           |  |
| 12. | Saltimbanque                    |  |
| 13. | L'Irresponsable                 |  |
| 14. | La Poupée                       |  |
| 15. | Hymne à sept temps              |  |
| 16. | Le Fil                          |  |
| 17. | La Chanson du jongleur          |  |
| 18. | Blues blanc pour un crayon noir |  |

| 1.  | Je veux quitter ce monde, heureux |  |
| 2.  | Au bout de la rue                 |  |
| 3.  | Raconte moi                       |  |
| 4.  | L'Homme à tête de loup            |  |
| 5.  | Les Jours meilleurs               |  |
| 6.  | La Salle des pas perdus           |  |
| 7.  | Né quelque part                   |  |
| 8.  | Ambalada                          |  |
| 9.  | Bille de verre                    |  |
| 10. | Signes                            |  |
| 11. | Passer ma route                   |  |
| 12. | Chienne d'idée                    |  |
| 13. | Raymonde                          |  |
| 14. | La Petite fugue                   |  |
| 15. | L'Écho des étoiles                |  |
| 16. | J'aurai ta peau                   |  |
| 17. | Les Chevaux rebelles              |  |
| 18. | L'Homme au bouquet de fleurs      |  |

| 1.  | Les Choses les plus simples (avec Joan Baez) |  |
| 2.  | Don't Think Twice It's Allright              |  |
| 3.  | Histoire de plantes                          |  |
| 4.  | Approximative                                |  |
| 5.  | Comme un arbre                               |  |
| 6.  | Ambalada                                     |  |
| 7.  | Né quelque part                              |  |
| 8.  | Rue Darwin                                   |  |
| 9.  | La Visite                                    |  |
| 10. | Les Mots et les gestes                       |  |
| 11. | Les Deux mains prises                        |  |
| 12. | La Guitare à Paul                            |  |
| 13. | J'aurai ta peau                              |  |
| 14. | Choisissez-moi                               |  |
| 15. | L'Oncle Tom                                  |  |
| 16. | Affaire d'état                               |  |
| 17. | L'Homme au bouquet de fleurs                 |  |
| 18. | La Danse                                     |  |